# Saint-Jean-le-Comtal
 Saint-Jean-le-Comtal  là một xã của tỉnh Gers, thuộc vùng Occitanie, tây nam nước Pháp.

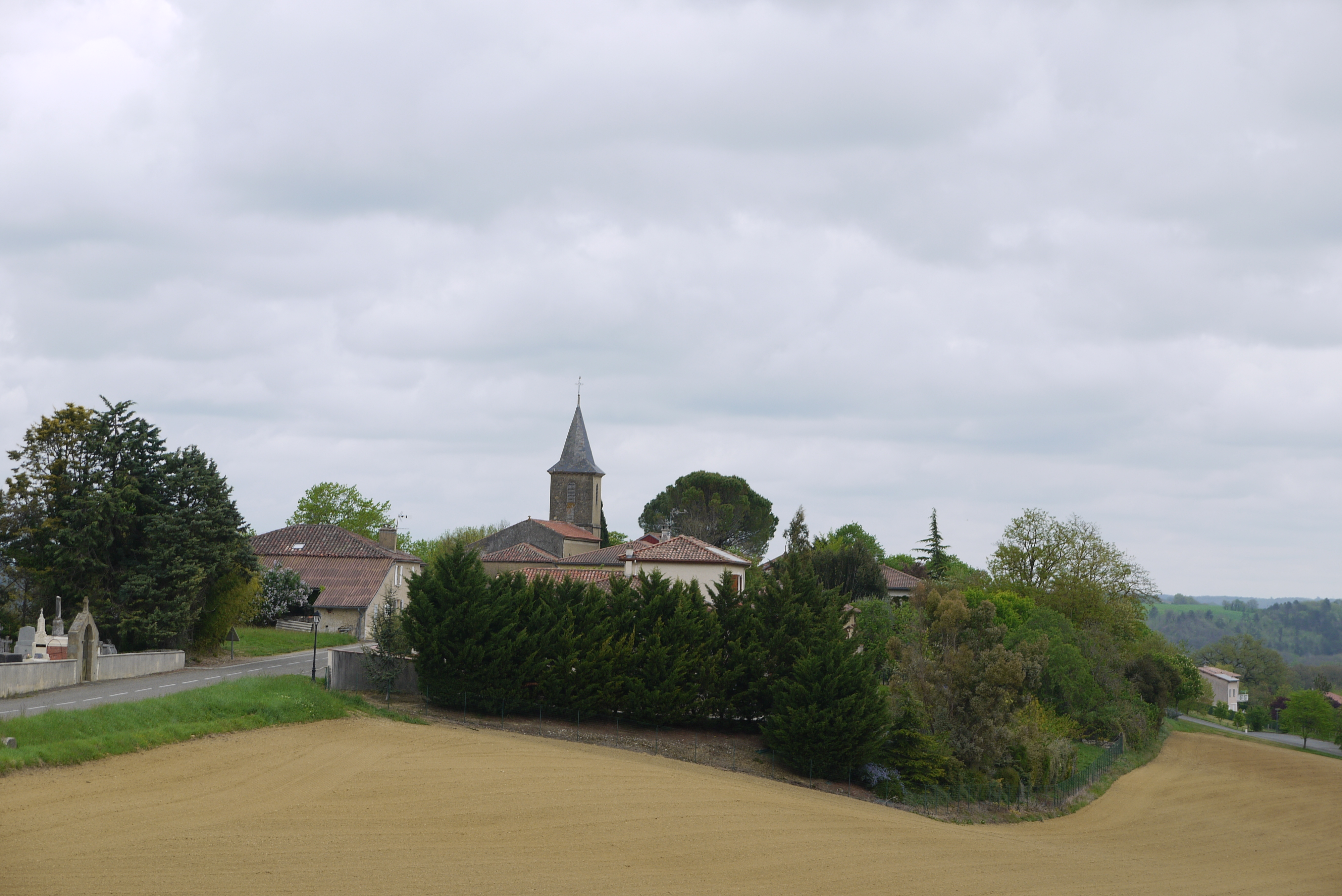
Saint-Jean-le-Comtal